# バロンズ・コート駅
バロンズ・コート駅 (バロンズ・コートえき、英: Barons Court station)はロンドン中心部ハマースミス・アンド・フラム・ロンドン特別区にあるロンドン地下鉄・ディストリクト線、ピカデリー線の鉄道駅。当駅はアーノス・グローヴ駅までピカデリー線東方面行きの列車にとって最後の地上駅であり、ディストリクト線と対面乗り換えが可能な駅である。

## 概要
当駅はGliddonロードに面していて、Talgarthロード（国道A4号線）から近い位置に位置している。ピカデリー線は駅の東側でトンネルに入り、ディストリクト線はウェスト・ケンジントン駅へ地表を走行する。

## 歴史
1905年10月9日に開業した。

## 運行
日中の運転パターンは以下の通り（本数は1時間あたり）。

### ディストリクト線
- 12本 アップミンスター駅行き (日曜日は6本バーキング駅行きになる)[4][5]
- 6本 イーリング・ブロードウェイ駅行き[4][6]
- 6本 リッチモンド駅（英語版）行き[4][6]

### ピカデリー線
- 18本 コックフォスターズ駅行き[2][7]
- 3本 アーノス・グローヴ駅行き[2][7]
- 6本 ヒースロー・ターミナルズ2,3駅とヒースロー・ターミナル5駅行き[2][8]
- 6本 ヒースロー・ターミナル4駅とヒースロー・ターミナルズ2,3駅行き[2][8]
- 3本 ノースフィールズ駅行き[8]
- 3本  レイナーズ・レーン駅（英語版）行き[2][8]
- 3本 アックスブリッジ駅（英語版）行き[2][8]

## 隣の駅
ロンドン交通局
ロンドン地下鉄
■ピカデリー線
ハマースミス駅 - バロンズ・コート駅 - アールズ・コート駅
■ディストリクト線
ハマースミス駅 - バロンズ・コート駅 - ウェスト・ケンジントン駅

## ギャラリー

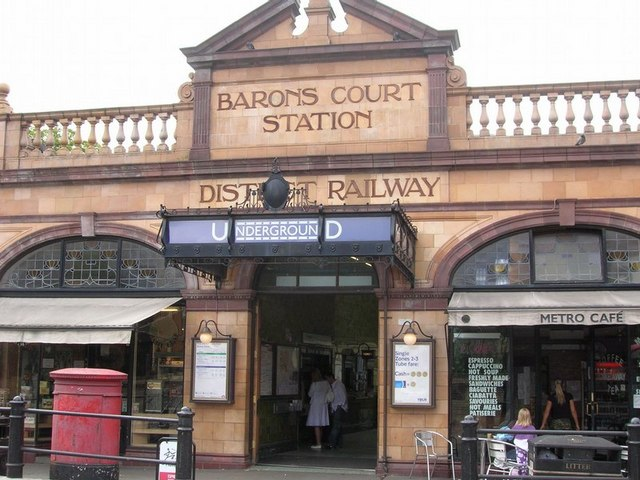
駅正面
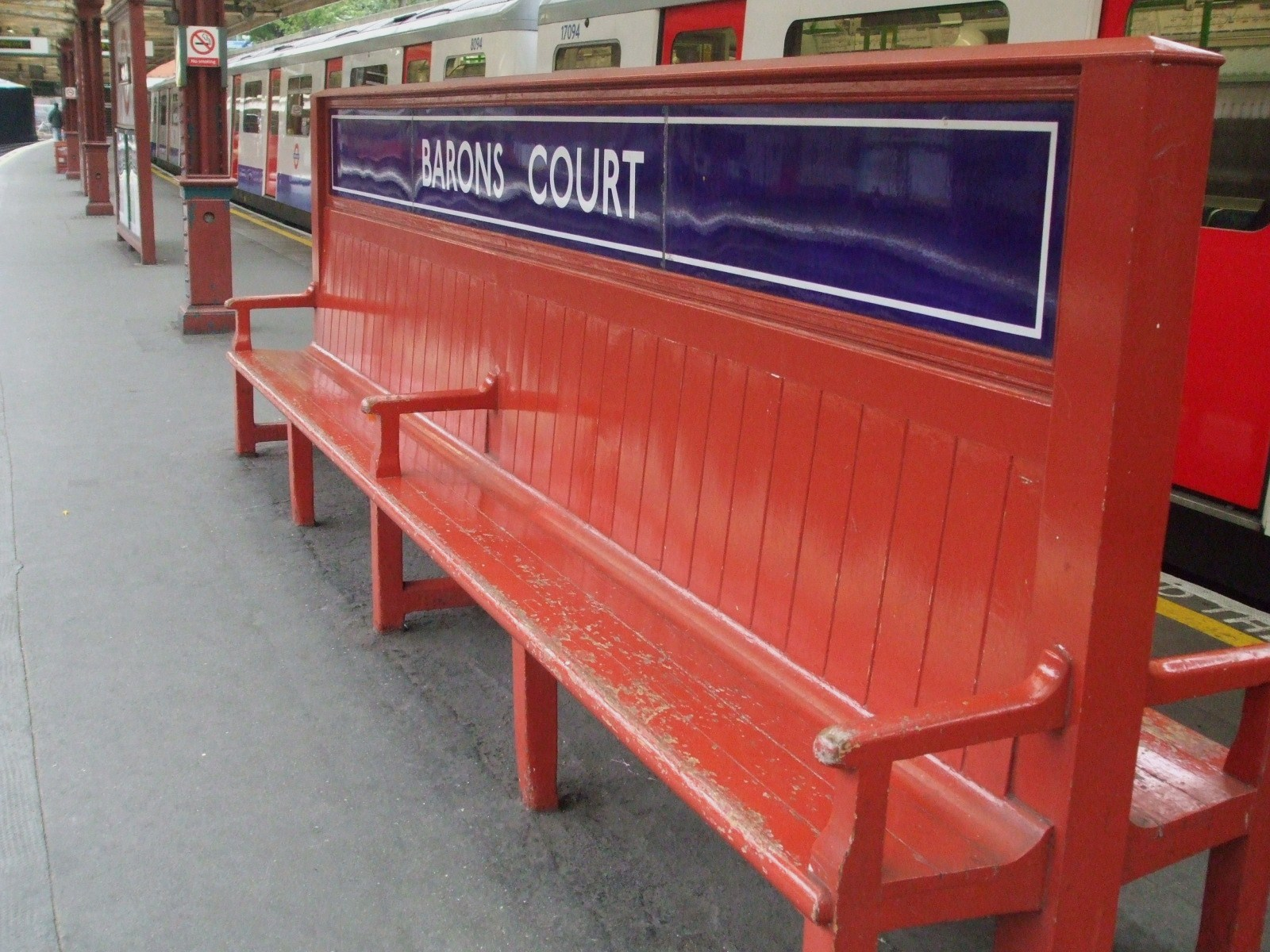
ホームのベンチ
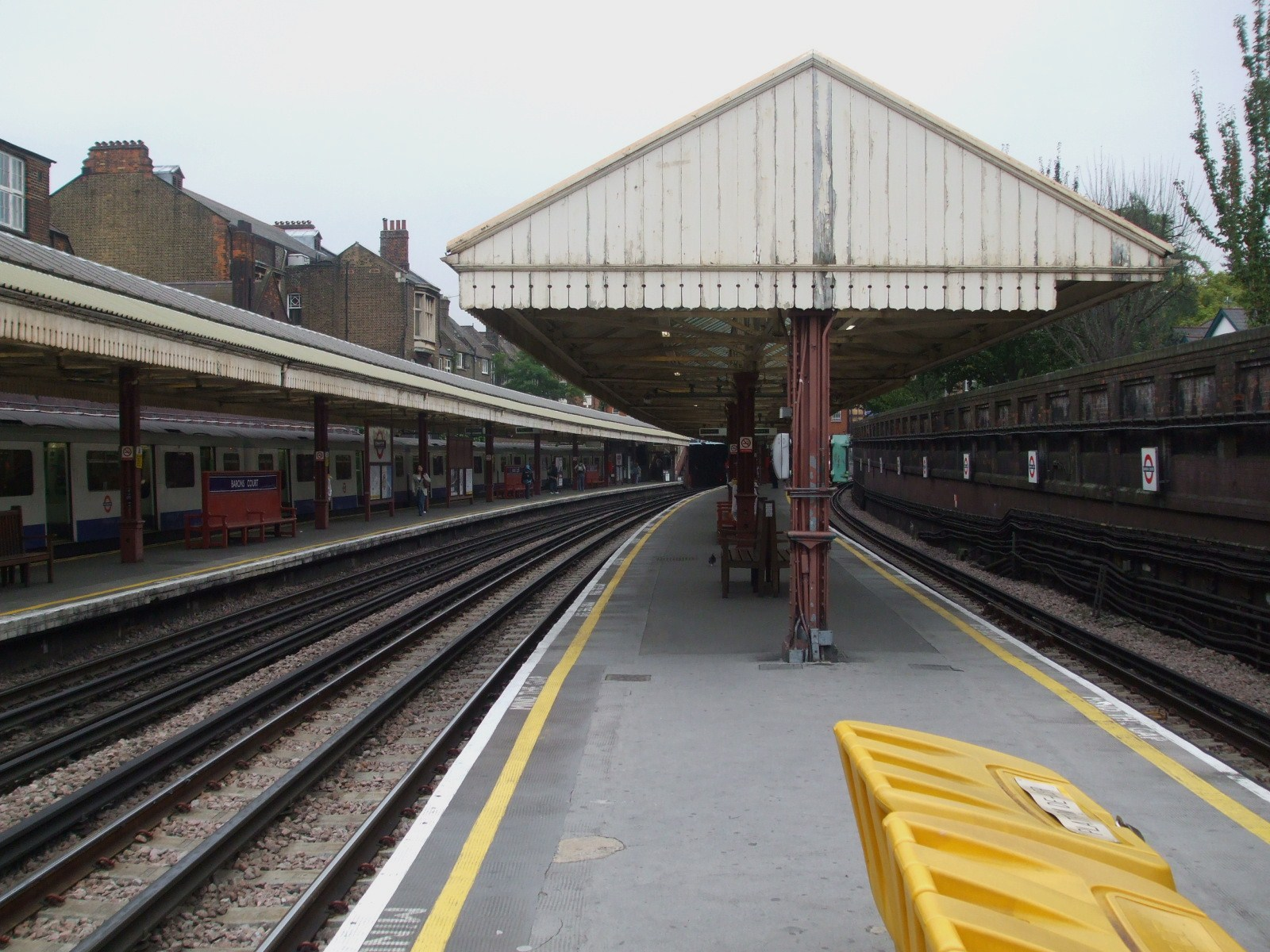
西方面行きプラットフォーム